# دیوان شیخ بهائی
کلیات دیوان شیخ بهائی یا دیوان شیخ بهائی، کتابی است به زبان فارسی که به اهتمام سید جواد معصومی، تلاش کرده‌است تا تمام متون ادبی مربوط به شیخ بهائی را که منسوب به وی است، جمع‌آوری کند. این کتاب که با مقدمه طولانی مؤلف همراه است، در فصول مختلفی تدوین شده‌است، از جمله:
- مقدمه
- غزلیات
- مثنویات
- مناجات
- اشعار پراکنده
- رباعیات
- حکایات

## ویژگی‌های اشعار
اشعار فارسی شیخ بهایی عمدتاً شامل مثنویات، غزلیات و رباعیات است. وی در غزل به شیوه فخرالدین عراقی و حافظ، در رباعی با نظر به ابو سعید ابوالخیر و خواجه عبدالله انصاری و در مثنوی به شیوه مولوی شعر سروده‌است. ویژگی مشترک اشعار بهائی میل شدید به زهد و عرفان است. «نان و حلوا یا سوانح سفر الحجاز» از مثنویات معروف شیخ می‌باشد. این مثنوی ملمع چنان‌که از نام آن پیداست در سفر حج و بر وزن مثنوی مولوی سروده شده و بهائی در آن ابیاتی از مثنوی را تضمین کرده‌است.
یکی از معروفترین اشعار وی، شعر شراب روحانی است که در تیتراژ سریال شیخ بهائی نیز مورد استفاده قرار گرفت؛ این شعر توسط خوانندگان بسیاری چون علیرضا افتخاری و سالار عقیلی اجرا گردیده‌است. شعر به این شرح است:
| ساقیا! بده جامی زان شراب روحانی        |  | تا دمی برآسایم زین حجاب ظلمانی        |
| بهر امتحان ای دوست، گر طلب کنی جان را  |  | آنچنان برافشانم، کز طلب خجل مانی      |
| بی‌وفا نگار من، می‌کند به کار من         |  | خنده‌های زیر لب، عشوه‌های پنهانی        |
| دین و دل به یک دیدن، باختیم و خرسندیم  |  | در قمار عشق ای دل، کی بود پشیمانی؟    |
| ما ز دوست غیر از دوست، مقصدی نمی‌خواهیم |  | حور و جنت ای زاهد! بر تو باد ارزانی   |
| رسم و عادت رندیست، از رسوم بگذشتن      |  | آستین این ژنده، می‌کند گریبانی         |
| زاهدی به میخانه، سرخ رو ز می‌دیدم       |  | گفتمش: مبارک باد بر تو این مسلمانی    |
| زلف و کاکل او را چون به یاد می‌آرم      |  | می‌نهم پریشانی بر سر پریشانی           |
| خانهٔ دل ما را از کرم، عمارت کن!        |  | پیش از آنکه این خانه رو نهد به ویرانی |
| ما سیه گلیمان را جز بلا نمی‌شاید        |  | بر دل بهائی نه هر بلا که بتوانی       |